# 塩沢幸一

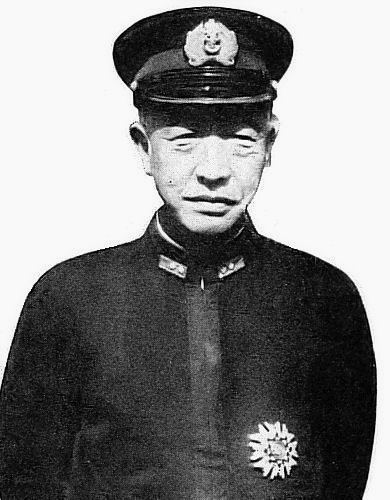
塩沢幸一

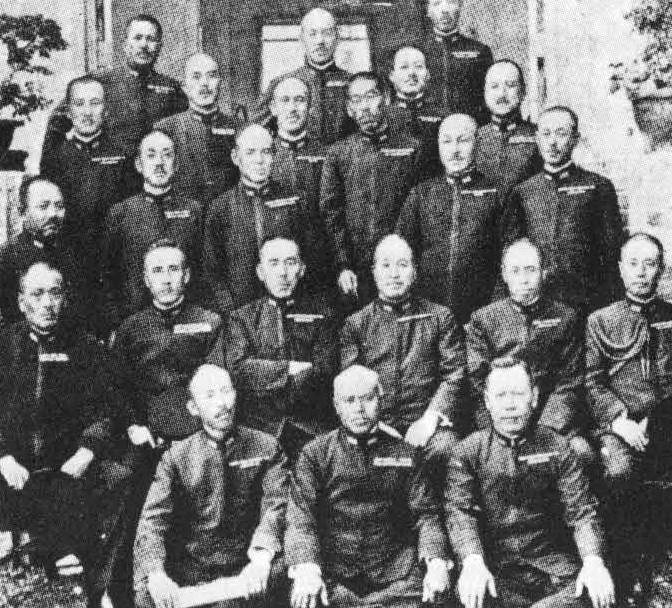
兵32期生集合写真。前2列目、左3番目から堀悌吉、塩沢、山本五十六。

塩沢 幸一（しおざわ こういち、1883年〈明治16年〉3月5日 - 1943年〈昭和18年〉11月17日）は、日本の海軍軍人。海兵32期次席・海大13期。最終階級は海軍大将。
長野県伊那郡大草村（現：上伊那郡中川村）出身。実家は「養命酒」で有名な養命酒製造で塩沢はその四男。妻「すが」は代議士・北原阿智之助の次女。文芸評論家の中沢臨川は次兄。

## 略歴
松本中学校（現：長野県松本深志高等学校）より海軍兵学校第32期に入校。席次は、入校時190名中首席、卒業時192名中次席。兵32期の同期生には、堀悌吉（兵32期クラスヘッド）、山本五十六、吉田善吾、嶋田繁太郎などがいる。
兵学校在校中は、常に堀と首席を競った。兵学校卒業成績は、堀（首席）が5618点（93.6%）、塩沢（次席）が5611点（93.5%）の僅差であった。
堀が1934年（昭和9年）に大角人事によって予備役編入された後は兵32期の最先任者となり、山本・吉田・嶋田より1年早く海軍大将に親任された。山本は塩沢を「養命酒」と呼んでいたという。
日本海海戦に「朝日」乗組の海軍少尉候補生として参加。海軍大学校甲種学生（13期）修了後は日英同盟の関係で第1次世界大戦中のイギリス海軍に観戦武官として派遣され戦艦に乗艦する。
第一遣外艦隊司令官在任中に第一次上海事変が発生。のち第五艦隊司令長官として、アモイ攻略戦、広東攻略戦に参戦している。
塩沢が海軍艦政本部長を務めていた1939年（昭和14年）8月、平沼内閣総辞職に伴い米内光政が海軍大臣を辞任する事になり、後任に塩沢と兵学校同期の吉田善吾が親補された。吉田より先任順位が上位の塩沢艦政本部長が吉田海軍大臣の部下となる矛盾が生じるために、塩沢は軍事参議官に転補された。1940年（昭和15年）9月5日、吉田が海軍大臣を辞職し横須賀鎮守府司令長官の及川古志郎が海軍大臣に就任した際に、及川の後任として横須賀鎮守府司令長官に親補される。
日米開戦時は軍事参議官。山本五十六連合艦隊司令長官が1943年（昭和18年）に戦死した際、塩沢は国葬の司祭長を務めた。同年、山本の後を追うように、病を得て塩沢自身も現役のまま死去した。

## 人物像

### 人柄
堀悌吉（帝国海軍史上、稀に見る俊才として名高い）と兵32期の首席を争った塩沢であるが、寸暇を惜しんで勉強に励む「ガリ勉」とは程遠く、授業中に良く居眠りをしていた。
塩沢を青年士官時代から知っていた末次信正（兵27期）は下記のように塩沢を評している。

### 国際派
第一遣外艦隊司令官在任中の昭和7年1月に第一次上海事変が生起した。塩沢は、騒乱の拡大を阻止すべく、中国公安局襲撃を企てる日本人居留民を説得した。
半藤一利は、この時の塩沢の行動を高く評価している。
在イギリス日本大使館附武官補佐官・在イギリス大使館附武官を歴任したこともあり「知英派」であった。第二次世界大戦の前半、イギリスが苦境に立っていた時、イギリスは易々と壊滅したりはしない、という旨を述べたという。

### 大角人事に抵抗
昭和9年、大角人事によって堀悌吉が予備役に追われた際には、兵32期同期生である堀の失脚を阻止するため海軍省人事局長に働きかけている。

### 実戦指揮
昭和13年10月、第五艦隊（5F）司令長官として広東攻略戦に参戦した。5F旗艦・重巡「妙高」に坐乗する塩沢は、軽巡6隻・2個水雷戦隊・2個航空戦隊などから成る大部隊を指揮した。本作戦で、塩沢は陸軍3個師団の敵前上陸を成功させる武功を挙げた。

## 年譜
- 1901年（明治34年）12月16日- 海軍兵学校入校
- 1904年（明治37年）11月14日- 海軍兵学校卒業（32期次席）・ 海軍少尉候補生・韓崎丸乗組
- 1905年（明治38年）1月3日- 戦艦「朝日」乗組
  - 8月31日- 任 海軍少尉
- 1906年（明治39年）2月16日- 姉川丸乗組
  - 7月16日- 3等駆逐艦「響」乗組
- 1907年（明治40年）8月5日- 海軍砲術学校普通科学生
  - 9月29日- 任 海軍中尉
  - 12月16日- 海軍水雷学校普通科学生
- 1908年（明治41年）4月20日- 戦艦「三笠」乗組
- 1909年（明治42年）4月1日- 通報艦「千早」分隊長心得
  - 10月11日- 任 海軍大尉・通報艦「千早」分隊長
  - 11月1日- 戦艦「相模」分隊長
  - 12月1日- 海軍大学校乙種学生
- 1910年（明治43年）5月23日- 海軍砲術学校高等科第7期学生
  - 11月25日- 海軍砲術学校高等科修了（優等）
  - 12月1日- 横須賀鎮守府予備艦隊参謀
- 1911年（明治44年）1月23日- 2等巡洋艦「利根」分隊長
  - 12月1日- 佐世保鎮守府予備艦隊参謀
- 1912年（大正元年）12月1日- 海軍砲術学校教官兼分隊長 兼 海軍経理学校教官
- 1913年（大正2年）12月1日- 海軍大学校甲種学生（第13期）
- 1914年（大正3年）12月1日- 任 海軍少佐
- 1915年（大正4年）12月13日- 海軍大学校甲種学生（第13期）修了
  - 12月15日- 海軍省軍務局第1課局員[8]
- 1917年（大正6年）6月1日- イギリス駐在[8]
  - 10月2日- 英戦艦「リゾリューション」乗組 観戦武官
  - 11月21日- 英戦艦「ロイヤル・オーク」乗組 観戦武官
- 1918年（大正7年）10月10日- 英戦艦「ロイヤル・オーク」退艦
  - 12月1日- 在イギリス日本大使館附武官補佐官
- 1919年（大正8年）12月1日- 任 海軍中佐・帰朝
- 1920年（大正9年）4月13日- 海軍省教育本部第1部員
  - 11月1日- 第一艦隊参謀
  - 12月17日- 海軍大学校教官
- 1923年（大正12年）3月1日- 海軍省軍務局第2課長
  - 12月1日- 任 海軍大佐・海軍省軍務局第1課長
- 1925年（大正14年）5月15日- 重巡洋艦「古鷹」艤装員長
- 1926年（大正15年）3月31日- 重巡洋艦「古鷹」艦長
  - 12月1日- 在イギリス日本大使館附武官[8]
- 1928年（昭和3年）12月10日- 任 海軍少将・帰朝
- 1929年（昭和4年）6月1日- 海軍軍令部出仕
  - 9月6日- 第二艦隊参謀長
  - 11月30日- 連合艦隊参謀長 兼 第一艦隊参謀長
- 1930年（昭和5年）12月1日- 第一遣外艦隊司令官
- 1932年（昭和7年）6月6日- 海軍軍令部出仕
  - 10月1日- 海軍省軍事普及部委員長[8]
  - 12月1日- 鎮海要港部司令官
- 1933年（昭和8年）11月15日- 任 海軍中将
- 1934年（昭和9年）1月17日- 海軍航空本部長
- 1935年（昭和10年）12月2日- 舞鶴要港部司令官
- 1936年（昭和11年）12月1日- 佐世保鎮守府司令長官に親補される
- 1937年（昭和12年）12月1日- 軍令部出仕
- 1938年（昭和13年）2月1日- 第五艦隊司令長官に親補される
  - 8月13日- 勲一等瑞宝章受章
  - 12月15日- 軍令部出仕
- 1939年（昭和14年）1月27日- 海軍艦政本部長[8]
  - 8月30日- 軍事参議官に親補される
  - 11月15日- 海軍大将に親任される
- 1940年（昭和15年）9月5日 - 横須賀鎮守府司令長官に親補される
- 1941年（昭和16年）9月10日 - 軍事参議官に親補される
- 1943年（昭和18年）11月17日 - 現役のまま死去。享年60（墓は中川村にある）

## 栄典
位階
- 1905年（明治38年）10月4日 - 正八位[9]
- 1907年（明治40年）11月30日 - 従七位[10]
- 1909年（明治42年）12月20日 - 正七位[11]
- 1915年（大正4年）2月10日 - 従六位[12]
- 1920年（大正9年）1月20日 - 正六位[13]
- 1924年（大正13年）1月21日 - 従五位[14]
- 1929年（昭和4年）3月15日 - 正五位[15]
- 1933年（昭和8年）12月1日 - 従四位[16]
- 1936年（昭和11年）7月15日 - 正四位[17]
- 1939年（昭和14年）9月15日 - 従三位[18]
- 1942年（昭和17年）10月1日 - 正三位
- 1943年（昭和18年）11月17日 - 従二位

勲章等
- 1904年（明治37年）11月14日 - 恩賜の望遠鏡[19]
- 1906年（明治39年）4月1日 - 勲六等単光旭日章
- 1915年（大正4年）11月10日 - 大礼記念章（大正）[20]
- 1920年（大正9年）11月1日 - 旭日小綬章
- 1925年（大正14年）11月25日 - 勲三等瑞宝章[21]
- 1926年（大正15年）2月10日 - 銀杯一組
- 1932年（昭和7年）10月15日 - 勲二等瑞宝章[22]
- 1934年（昭和9年）4月29日 - 旭日重光章・功三級金鵄勲章
- 1938年（昭和13年）8月13日 - 勲一等瑞宝章[23]
- 1940年（昭和15年）4月29日 - 旭日大綬章・功二級金鵄勲章